# Visions de Cody
Visions de Cody (Visions of Cody) est un roman écrit par Jack Kerouac, certainement le plus libre stylistiquement. Il a été écrit de 1951 à 1952, et, bien que n'ayant pas été publié dans son intégralité en 1972, il est considéré comme l'un des romans les plus beat de l'écrivain. Depuis sa première publication, Visions de Cody est édité avec une préface du poète et ami de Kerouac Allen Ginsberg, intitulée The Visions of the Great Rememberer.

## Genèse de l'œuvre
Tout comme Sur la route devait être la suite logique d'Avant la route, le roman Visions de Cody se voulait être, dans l'esprit de Kerouac, le morceau qui viendrait compléter son célèbre roman, afin d'apporter une nouvelle pierre à l'édifice général qu'il intitulait La Légende de Duluoz. De ce fait, lorsque Kerouac commence la rédaction de Visions de Cody, en 1951, il n'y a pas de distinction entre l'œuvre qu'il vient à peine de terminer, et dont les éditeurs lui demandent encore des corrections, et celle qui nous préoccupe ici. En écrivant les Visions, Kerouac souhaite d'abord retrouver celui qu'il a laissé partir à la fin de la Route, et dans la première partie du roman, on le voit effectivement partir en stop vers la Californie, là où Cody (Neal Cassady) vit alors. Ce roman marque un tournant important dans l'œuvre visible de Kerouac. Les Visions qui jalonnent l'œuvre sont pour la plupart un ensemble d'esquisses que Kerouac commença de griffonner sur ses calepins bien avant d'imaginer en faire un livre à part entière.

## Forme du Livre
Le roman se divise en trois parties. La première est un ensemble de paragraphes qui sont tous des esquisses (excepté la lettre de « Jack D[uluoz] » adressée à « Cody ». La seconde relate la jeunesse de Cody. Elle s'entrecoupe parfois de croquis écrits au présent qui servent au besoin d'assise à un nouvel épisode de la jeunesse du héros.